# Минный заградитель

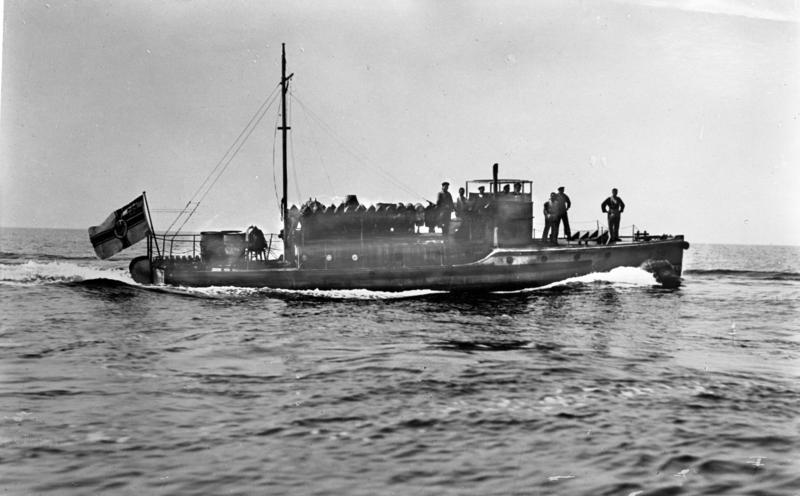
Германский минный заградитель, 1917 год.

Минный заградитель, Заградитель минный (минзаг) — специализированный военный корабль или летательный аппарат, предназначенный для постановки минных заграждений.

## ВМФ
К минзагам относят разные корабли — от небольших прибрежных до больших быстроходных кораблей, построенных в корпусах эсминцев. Водоизмещение надводных минных заградителей различно, достигает 6000 тонн.
Минные заградители предназначаются для постановки мин заграждения главным образом в своих водах.
Помимо возможности укладки мин минзаги оснащаются вооружением для самозащиты. Артиллерийское вооружение заградителей рассчитано на возможность отражения атак эсминцев, катеров и самолётов.
Также в качестве минзагов могут использоваться и подводные лодки. При этом постановка мин может производиться как в надводном, так и в подводном положении, а в силу высокой скрытности подводных лодок эффективным является выставление так называемых «наступательных минных заграждений» — в территориальных водах противника и на оживлённых путях движения вражеских судов и кораблей.

### Модели
- «Амур» — самый эффективный в русско-японской войне корабль русского флота.
- «Краб» — первый в мире подводный минзаг, 1912 года постройки.
- «Урал» — второй по величине минный заградитель Балтфлота периода Второй Мировой Войны. Построен в Ленинграде в 1928 году.

## ВВС
Воздушный минный заградитель — для выброски с воздуха морских, противотанковых и противопехотных мин. При этом постановка мин может производиться как специальными самолётами, так и вертолётами и БПЛА.